# Huttons inkonformitet
Huttons inkonformitet er navnet på en geologisk lokalitet ved Siccar Point i Skotland, der først blev beskrevet af den britiske geolog James Hutton i 1788. Lokaliteten består af forskellige formationer i sandsten, skiffer og konglomerat, der tilsammen danner en inkonformitet. Nærstuderer man formationerne, ser man nederst vertikale lag af henholdsvis sandsten og skiffer. Over disse befinder sig lag bestående af henholdsvis sandsten og konglomerat, disse mere horisontale med en hældning på ca. 20°. Denne meget markante inkonformitet betegnes mere præcist som en vinkeldiskordans.
Hutton benyttede sig af et let forståeligt eksempel når han skulle beskrive lokaliteten. Han mente at inkonformiteten, let kunne sammenlignes med den tydelige grænse, der dannes når et lommetørklæde, lægges henover toppen af bøger stående i en reol.